# 补偿
在心理学中，补偿是一个人有意或无意地通过在一个领域获得满足感或追求卓越来掩盖自己在其他生活领域的弱点、挫折、欲望或不足感或无能感的一种策略。补偿可以掩盖真实的或想象的缺陷以及个人或身体上的劣势。积极的补偿也许能帮助一个人克服困难。另一方面，消极的补偿则不会，从而导致自卑感的增强。
消极的补偿有两种：
过度补偿，特点是追求优越性，导致追求权力、支配地位、自尊和自我贬低。
补偿不足，特点是要求受帮助，导致缺乏勇气和对生活的恐惧。

## 起源
个体心理学的创始人阿尔弗雷德·阿德勒提出了与自卑感相关的“补偿”（compensation）一词。  :5在他的著作《器官自卑及其心理补偿的研究》 （1907）中，他认为自卑或软弱的感受会引导身体或心理去试图弥补。  :5
这种补偿的效果可能是积极的，也可能是消极的：一个典型例子是对口吃过度补偿的德摩斯梯尼成长为一位杰出的演说家。  :5–6
阿德勒研究这个问题的动机源自他的个人经历。他曾是一个身体很差的孩子，由于患有佝偻病，直到四岁他才能够走路。随后，他又患上了肺炎并遭遇了一系列事故。 

## 例子
- 补偿可能会顺着感知到的缺陷的方向发展，比如童年时对水的恐惧被对航海的痴迷所过度补偿，或者对图书的原始恐惧被对文学的关注所过度补偿。 [2]或者它可能与最初的问题领域相反，比如童年的易怒变为成年后不稳定的和平主义； [3]或与之无关，比如运动方面的弱点被学业上的努力所补偿。 [1] :368

- 根据补偿理论，自恋的人会通过自我夸大来掩盖自卑感， [4]例如通过说一些“高水平”的话，或者接触“备受钦佩”的人。